# Motyw Judyty i Holofernesa w malarstwie

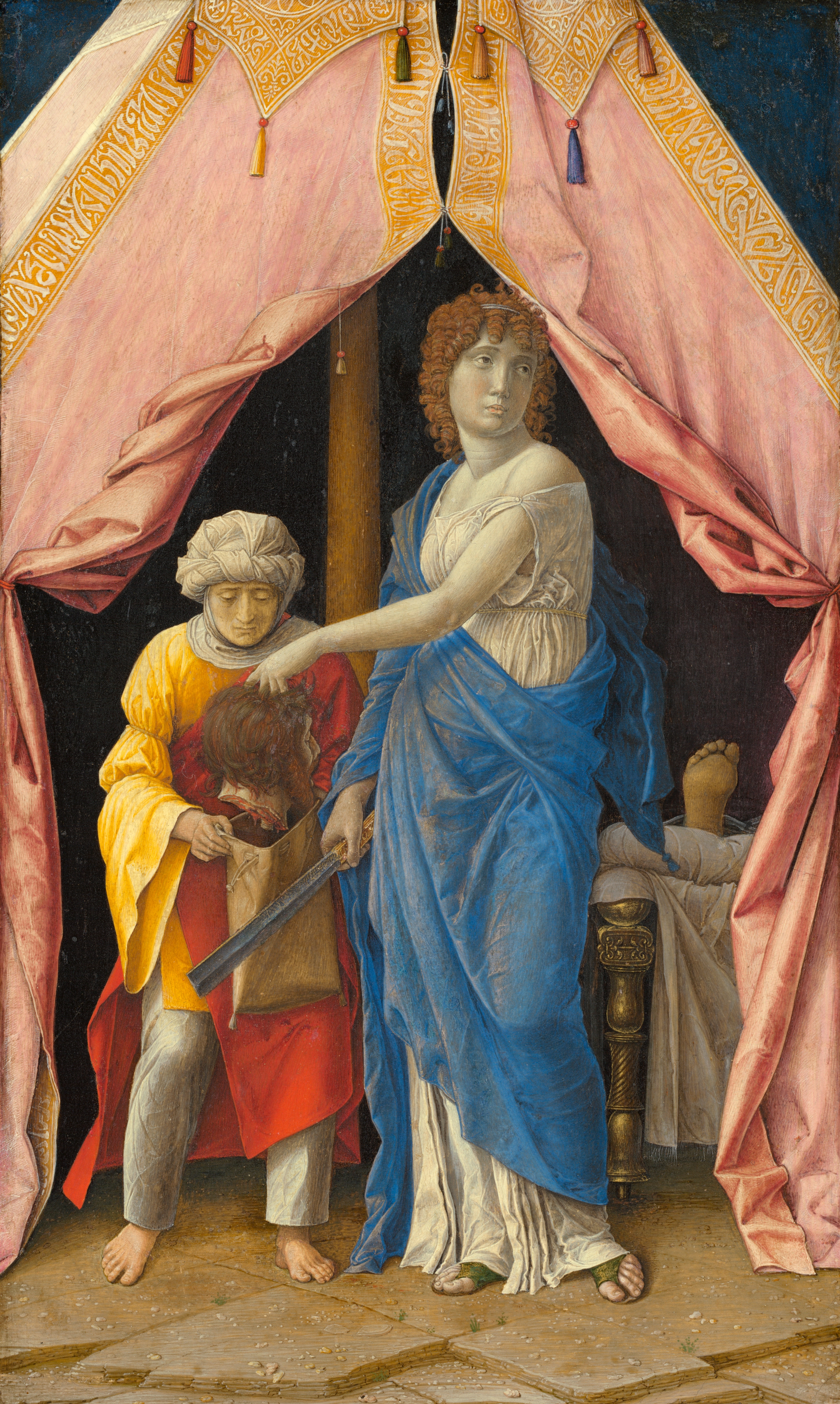
Judyta z głową Holofernesa, Andrea Mantegna, 1495, olej na desce, 30 × 18 cm, National Gallery of Art, Washington

Motyw Judyty i Holofernesa – historia często przedstawiana przez malarzy wielu epok. Pochodzi z Księgi Judyty i dotyczy wydarzeń mających miejsce za czasów Nabuchodonozora. Wojska asyryjskie oblegały miasto Betulia w Galilei. Judyta, wdowa po Manassecie, pozorując zdradę, udała się do obozu wrogiego wodza Holofernesa. Tam rozkochała go i podczas uczty, korzystając z upojenia mężczyzny, ucięła mu głowę mieczem. Służąca Abra schowała głowę do worka i razem opuściły obóz. Śmierć wodza spowodowała odwrót wojsk asyryjskich. Głowa Holofernesa została umieszczona na murach miasta. Imię Judyta znaczyło w wolnym tłumaczeniu "matka ojczyzny", swoją osobą personifikowała cały naród żydowski.

## Judyta na obrazach

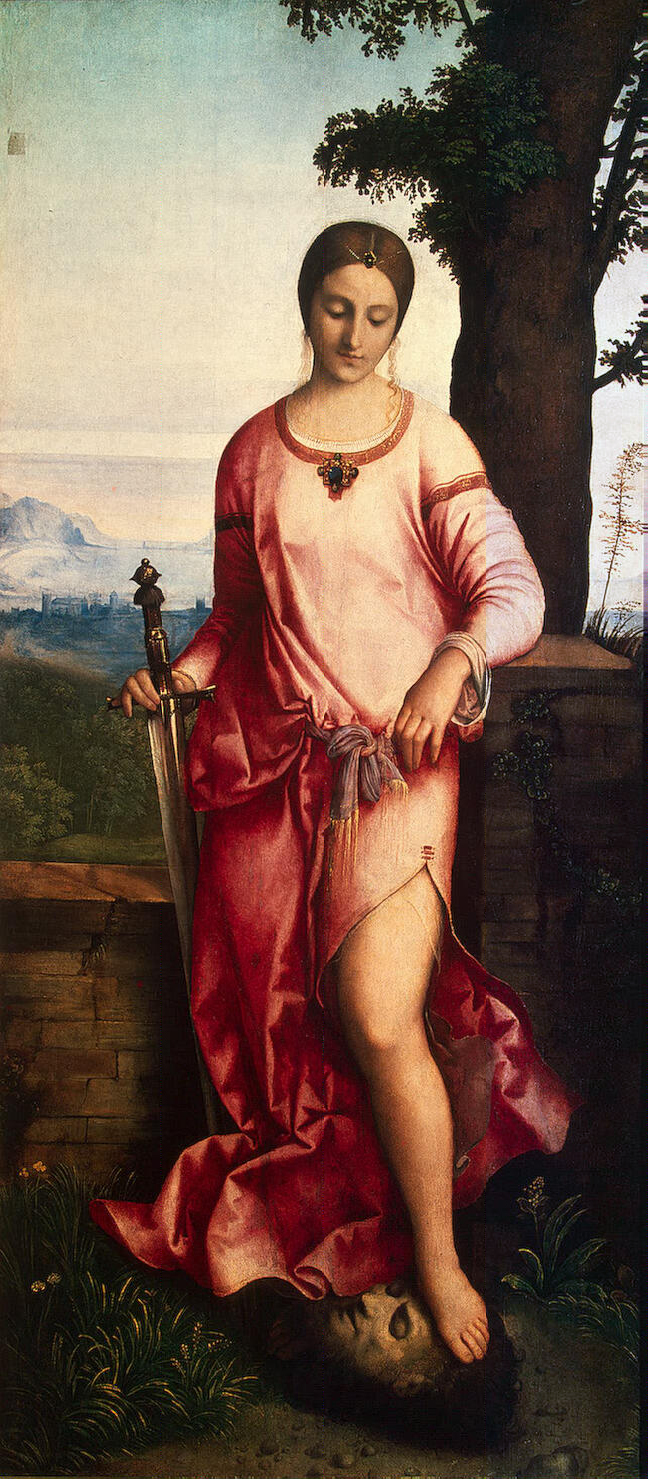
Giorgione, Judyta, olej na desce (144 × 66,5), 1504, Ermitaż

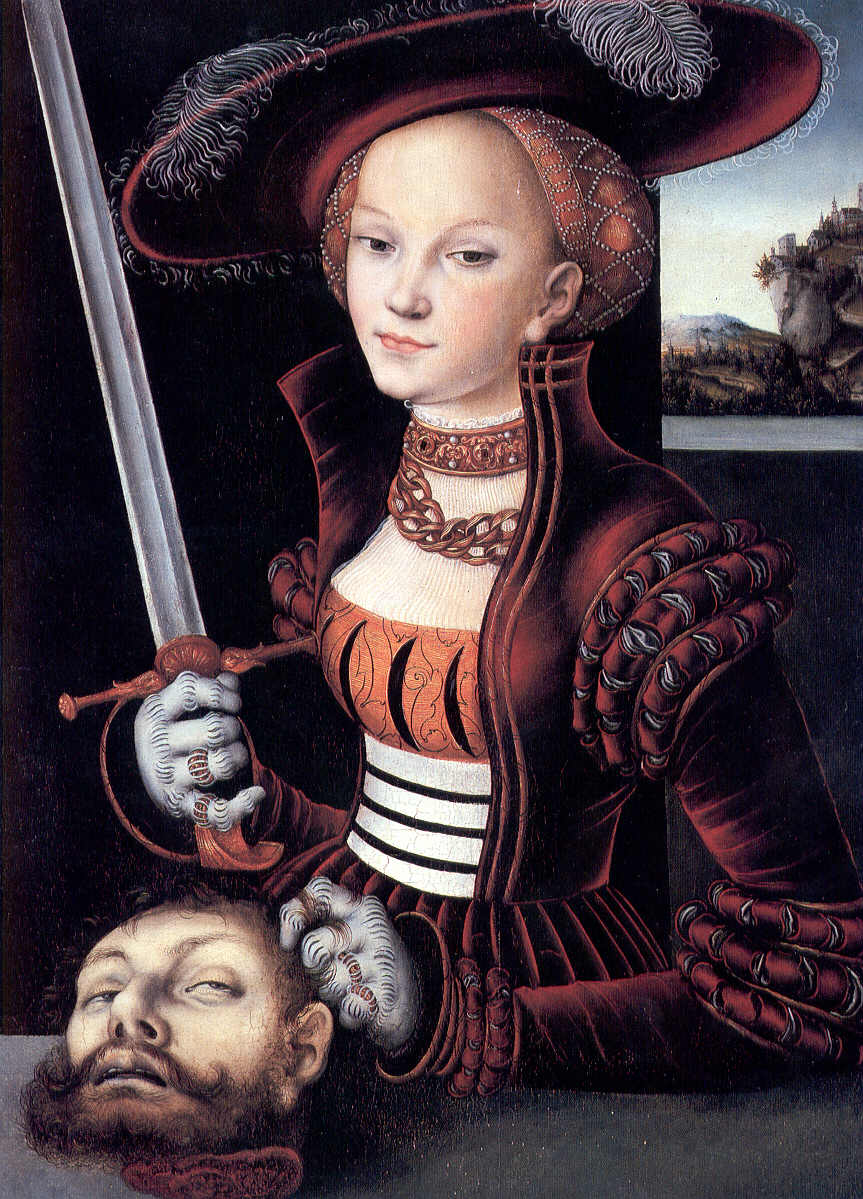
Lucas Cranach starszy, 1530, olej na desce, 75 × 56 cm, Muzeum Kunsthitorisches w Wiedniu

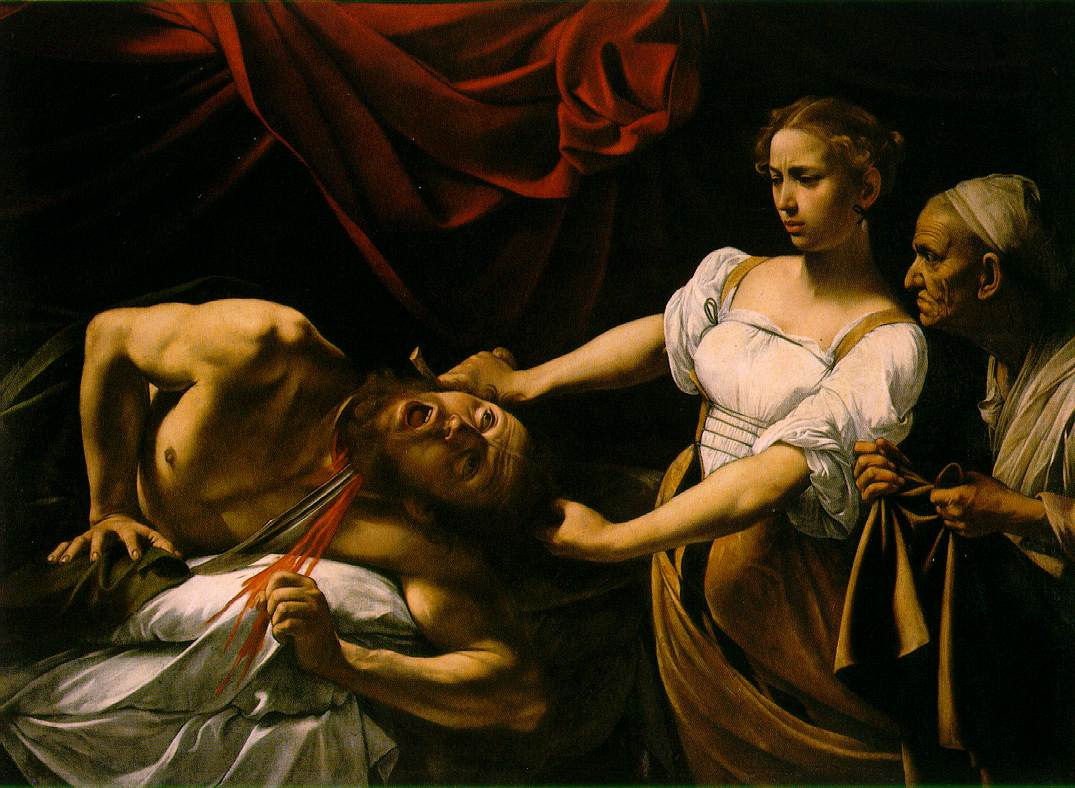
Judyta odcinająca głowę Holofernesowi, Caravaggio, 1598–1599, Galleria Nazionale d’Arte, Rzym

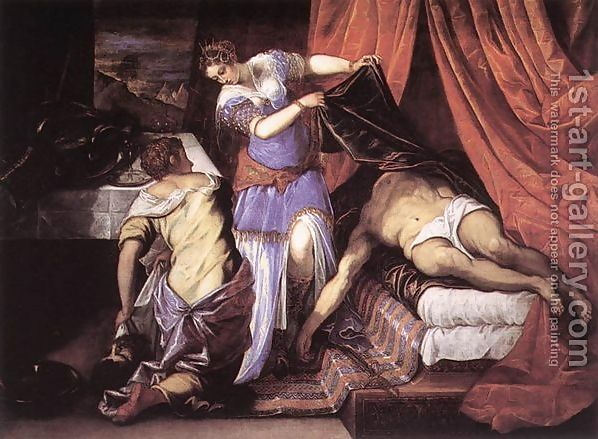
Jacopo Tintoretto, olej na płótnie, 188 × 251 cm, Muzeum Prado

Postać Judyty była przede wszystkim eksponowana w okresie renesansu i baroku. Jednym z pierwszych malarzy, który utrwalił jej podobiznę, był miniaturzysta francuski o nieznanym imieniu, dzieło powstało w 1300 roku i można je obejrzeć we Francuskiej Biblii z Hainburga (French Bible of Hainburg).

### Sandro Botticelli
Wśród włoskich malarzy ten motyw biblijny wykorzystał m.in. Sandro Botticelli. Znane są trzy jego obrazy: Powracająca Judyta oraz Holofernes odnaleziony zamordowany i Judyta z głową Holofernesa. Na pierwszym widać Judytę powracającą z obozu wroga, a obok niej kroczy służąca, niosąc na głowie kosz z uciętą głową Holefernesa. Po prawej stronie Botticelli umieścił drzewo jałowca, który symbolizował zachowaną cnotę Judyty. Na drugim obrazie Botticelli przedstawił scenę, gdy żołnierze odkrywają ciało swojego wodza, które leży bezwładnie na łożu. Dowódcy Holofernesa ubrani są w wyszukane stroje. Zabójstwo miało miejsce wyjątkowo w nocy – Izraelici unikali zabijania o tej porze dnia, traktując noc jako czas święty. Śmierć Holofernesa i jej okoliczności nawiązują do zabicia wodza Sisery przez Jaelę.

### Andrea Mantegna
W 1490 roku powstało inne dzieło włoskiego malarza Andrei Mantegni – Judyta z głową Holofernesa. Jest to mały obraz przedstawiający wiernie opowieść starotestamentową. Judyta wychodzi z namiotu i podaje głowę służącej, a ta wsadza ją do torby na żywność. Ciekawym motywem jest łoże, na którym widoczna jest jedynie stopa zabitego. Ten mebel był zarezerwowany dla królów i osób zamożnych.

### Giorgione
Włoski malarz renesansowy Giorgione na obrazie Judyta z głową Holofernesa z ok. 1503 roku, przedstawił Judytę jako piękną, niewinną kobietę z olbrzymim mieczem. Jej lewa noga w erotycznej pozie wysuwa się spod tuniki i przytrzymuje głowę Holofernesa leżącą na ziemi. Do XIX wieku autorstwo obrazu przypisywano Rafaelowi, sugerując się harmoniczną i łagodną kompozycją. Głębsze badania nad pracami mistrza potwierdziły, iż technika zastosowana do przedstawienia miasta pogrążonego we mgle, widocznego w tle, była charakterystyczna dla Giorgionego. Znawca malarstwa Giorgio Vasari technikę tę nazwał "malowanie kolorem", czyli bez rysunku przygotowawczego. Widoczne zastosowanie sfumato we fragmencie z głową wskazuje na wpływy Leonarda da Vinci. Obraz początkowo znajdował się w kolekcji Pierre’a Crozata, a następnie u Louisa Antoine’a. W 1772 roku został zakupiony przez Katarzynę II. Obecnie znajduje się w Galerii Ermitaż w Sankt Petersburgu.

### Lucas Cranach starszy
W 1530 roku powstał trochę odmienny obraz Judyty autorstwa Lucasa Cranacha Starszego. Bohaterka została przedstawiona na obrazie w formie portretu, ma zimną twarz, w jednej ręce trzyma miecz, a w drugiej odciętą głowę opartą o fragment muru. Według legendy głowa wodza została osadzona na murze miasta. Judyta ma na sobie współczesne, eleganckie odzienie. Obecnie obraz znajduje się w Muzeum Historii Sztuki w Wiedniu.

### Caravaggio
Pod koniec XVI wieku powstał obraz Judyta odcinająca głowę Holofernesowi, autorstwa Caravaggia. Malarz bardzo realistycznie przedstawił scenę odcinania głowy Holofernesa przez młodą Judytę. Do postaci dziewczyny pozowała ulubiona modelka Caravaggia – Fillide Melandroi, którą można zobaczyć również na dwóch innych obrazach zatytułowanych Święta Katarzyna Aleksandryjska i Nawrócenie Marii Magdaleny. Wykonane w XX wieku zdjęcie rentgenowskie wykazało, iż pierwotnie Judyta miała odkrytą jedną pierś i dopiero w późniejszym czasie malarz dorobił jej ubranie. Obok niej stoi stara służąca z okrutnym wyrazem twarzy, gotowa na ukrycie odciętej głowy w worku. Głowa kobiety była wzorowana na szkicu Leonarda da Vinci pt. Studium głowy, znajdującym się obecnie w Pinakotece Ambrosiana.

### Jacopo Tintoretto
W latach 1577–1578 włoski malarz manierystyczny Jacopo Tintoretto namalował Judytę i Holofernesa. Scena przedstawia Judytę zaraz po zabiciu Holofernesa. Innowacyjnością obrazu jest przedstawienie kobiety w trakcie zakrywania ciała, jakoby w geście wstydu i poczucia winy. U dołu służąca chowa głowę do worka. Tintoretto, często zwany "weneckim Rubensem", przy tworzeniu dzieła zastosował skróty perspektywiczne i zdynamizował postacie poprzez linie ukośne. Wszystkie ciała pochylone są w lewo, przy czym prawa noga klęczącej służącej, prawa ręka Holofernesa i ręce Judyty są skierowane ukośnie w prawą stronę, co daje efekt ruchu.
Obraz został podpisany przez autora, a jego sygnatura znajduje się na podeście łóżka. Obecnie dzieło można obejrzeć w Prado w Madrycie.
W epoce baroku po motyw z Judytą w roli głównej sięgali Artemisia Gentileschi, przedstawiający brutalny moment zabójstwa, a także Rubens, Lavinia Fontana, Guido Reni. W późniejszych okresach motyw stracił na znaczeniu, choć odwoływali się do niego np. Camille Corot i Horace Vernet.

### Artemisia Gentileschi
Obrazy Caravaggia zainspirowały XVII-wieczną włoską malarkę Artemisię Gentileschi do namalowania serii brutalnych obrazów o tej samej tematyce. Jej dzieła powstały podczas pobytu we Florencji w latach 1613–1620. Motyw Judyty na jej obrazach przedstawiony został w różnym czasie: podczas dokonania morderstwa, jak i tuż po. Dzieło znajdujące się obecnie we Florencji w Galerii Palatina pt. Judyta ze służącą przedstawia dwie kobiety podczas ucieczki z namiotu wodza. Ich postacie są odwrócone w tym samym kierunku, a ich wzrok skierowany w jeden niewidoczny punkt. Kobiety wydają się nieruchome, zaniepokojone hałasem dobiegającym z tyłu. Judyta na swoim ramieniu opiera miecz odebrany ofierze. Najbardziej jednak realistyczny i drastyczny obraz Gentileschi znajduje się w Galerii Uffizi. Płótno namalowane w 1620 roku przedstawia akt dekapitacji, który stanowi centralny motyw dzieła. Artystka odeszła w nim od pierwowzoru źródłowego, malując służącą czynnie biorącą udział w akcie zemsty. W rzeczywistości Judyta samotnie zamordowała wodza. Wprowadzenie osoby trzeciej spowodowane było trójkątną kompozycją obrazu.

### Rubens
Rubens jest autorem dwóch obrazów opowiadających historię Judyty. Pierwszy powstał w 1616 roku i znajduje się obecnie w Herzog Anton Ulrich-Museum. Artysta wykorzystał grę świateł, które padają na twarze kobiet i głowę Holofernesa. Cztery lata później, w latach 1620–1622, powstało drugie dzieło. Tym razem malarz przedstawił Judytę wkładającą odciętą już głowę do worka trzymanego przez służącą. Obecnie obraz znajduje się w Galerii Uffizi we Florencji.

### Giulia Lama
Giulia Lama w swoim dziele Judyta i Holofernes z lat 1730–1740 przedstawiła tradycyjny motyw w zupełnie innym momencie. Akcja rozgrywa się przed ścięciem głowy. Holofernes leży skąpany w świetle, przy jego stopach klęczy w oczekiwaniu służąca, a obok niego w centralnej części znajduje się Judyta. Ma ona złożone ręce i oczy wzniesione ku niebu, co sugeruje modlitwę: Daj mi siłę w tym dniu, Panie, Boże Izraela. Obecnie obraz znajduje się w Galleria dell' Accademia w Wenecji.

### Inni artyści
Ten sam motyw wykorzystywali w swoich dziełach:
- Michał Anioł – Judyta i Holofenes, 1509, Cappella Sistina, Watykan
- Conrad Meit – Judyta, 1515, Bayerisches Nationalmuseum, Monachium
- Tycjan –  Judyta z głową Holofernesa, 1515, Galleria Daria-Pamphili, Rzym
- Lucas Cranach starszy –  Judyta z głową Holofernesa, 1530, Kunsthistorisches Museum, Wiedeń
- Jan Sanders van Hemessen – Judyta, Art Institute of Chicago
- Jacopo Tintoretto – Judyta i Holofernes  – ok. 1579, olej na płótnie, 188 × 251 cm, Prado, Madryt
- Paolo Veronese –  Judyta z głową Holofernesa, 1580, (111 × 100,5 cm), Kunsthistorisches Museum, Wiedeń, Gemäldegalerie
- Giuseppe Cesari – Judyta z głową Holofernesa, 1605, Berkeley Art Museum d’Arte Antica, Rzym
- Giovanni Baglione –  Judyta z głową Holofernesa, 1608, Galleria Borghese, Rzym
- Cristofano Allori –  Judyta z głową Holofernesa, ok. 1617, Pałac Pitti, Florencja
- Agostino Carracci –  Judyta z głową Holofernesa, ok. 1557–1602, kolekcja prywatna
- Carlo Saraceni –  Judyta z głową Holofernesa, 1615, 92 × 72 Kunsthistorisches Museum Wiedeń
- Valentin de Boulogne – Judyta i Holofernes, 1626, Museo Nazionale, Valletta
- Johann Liss – Judyta i Holofernes, 1628, Kunsthistorisches Museum, Wiedeń
- Francesco Furini – Judyta i Holofernes, 1636, Galleria Nazionale d’Arte Antica, Rzym
- Mattia Preti – Judyta i Holofernes, 1656, Capodimonte, Neapol
- Francisco Goya – Judyta i Holofernes, 1819-23, Prado
- Franz von Stuck – Judyta i Holofernes, 1926, kolekcja prywata
- Gustav Klimt – Judyta z głową Holofernesa, 1901, Österreichische Galerie Belvedere, Wiedeń; Judyta II, 1909, Galleria d’Arte Moderna, Wenecja
- Valentin de Boulogne – Judyta, ok. 1626–27, 97 × 64 cm, Musée des Augustins de Toulouse
- Rembrandt – Judyta na uczcie u Holofernesa, ok. 1634, 143 × 154,7 cm, Prado